# Nationaal park Luambe
Het nationaal park Luambe is een nationaal park in de Eastern Province van Zambia. Het park ligt ten noordoosten van het nationaal park South Luangwa en ten zuiden van het nationaal park North Luangwa. Net als deze buren, ligt ook dit nationaal park in de riftvallei van de Luangwa.
Het kleine park (300 km²) ligt op de vlakke valleibodem, naast de rivier. De ecoregio op deze plek is mopanebossen van de Zambezi, een type bos savanne dat de hetere, drogere omstandigheden op de bodem van de vallei beter verdraagt dan de miombobossavanne die het grootste deel van het land bedekt. De hoogte is 500-700 meter boven zeeniveau. Op sommige plaatsen zijn de bomen vrij dicht, op andere maken ze plaats voor grasland.
De levenskracht van de Luangwa Valley is de Luangwa. In het regenseizoen overstroomt hij en als hij zich terugtrekt, blijven er lagunes achter aan de kant van het hoofdkanaal. De rivier droogt niet helemaal op bij Luambe, maar tegen het einde van het droge seizoen is het debiet gereduceerd tot een druppeltje. De rivier verandert het hele jaar door afhankelijk van het waterpeil, waardoor de topografie van de oevers en de riviervlakte verandert. Deze combinatie van water en land heeft een heel bijzonder ecosysteem gecreëerd. In Luambe zijn er talloze lagunes, die in het droge seizoen worden bezocht door dieren en vogels en die de biodiversiteit bevorderen.
Tot 1999 was er geen geld voor het Luambe National Park. Als gevolg daarvan leidde overmatige stroperij tot een drastische afname van de wilde dieren. Slechts enkele schuwe dieren zijn overgebleven. Luangwa-Wilderness e.V., een vereniging zonder winstoogmerk, wil helpen bij het behoud en de wederopbouw van het park. Dit gebeurt in nauwe samenwerking met de Zambia Wildlife Authority (ZAWA) en met betrokkenheid van de lokale gemeenschappen.
Lessen die werden geleerd uit het naburige nationaal park North Luangwa, door werk dat werd uitgevoerd door de Zoologische Gesellschaft Frankfurt, lieten zien hoe dierenpopulaties kunnen worden gestimuleerd met passend beheer en planning. In de afgelopen drie jaar heeft de bouw van een lodge in het nationaal park Luambe al bijgedragen aan een goed herstel en verbetering van de wildstand.
Het algemene doel is dat het nationaal park Luambe in de toekomst beheerd zal worden door Zambianen en opengesteld zal worden voor toerisme met als enige doel het behoud van een uniek deel van Afrika. Op de langere termijn bestaan er plannen om corridors aan te leggen tussen de noordelijke en zuidelijke parken, zoals gebeurt in het Great Limpopo Transfrontier Park, dat bestaat uit het nationaal park Limpopo (Mozambique), het nationaal park Kruger (Zuid-Afrika) en het nationaal park Gonarezhou (Zimbabwe).